# 廉政行動2024
《廉政行動2024》（英語：ICAC Investigators 2024）是香港電視廣播有限公司與香港廉政公署合作攝製的時裝電視劇。由曾勵珍、羅香蘭監製，高子彬、麥浩邦、吳品儒執導，於2024年10月21日翡翠台首播。
此劇是TVB五十七週年四部台慶劇之一，同時紀念廉政公署成立50周年。

## 故事及角色列表

### 廉政公署
首席調查主任
- 張曦雯 飾 江見秋

總調查主任
- 陳山聰 飾 司徒啟文

高級調查主任
- 鄭俊弘 飾 羅賓

調查主任
- 容天佑 飾 阿南
- 許俊豪 飾 李梓樂

助理調查主任
- 林凱恩 飾 鍾巧玲
- 陳星妤 飾 丁芯

## 案件

#### 第一集 違 • 修
導演：高子彬   編劇：何亮瑜
首播時間：2024年10月21日周一 晚上21:30-22:30
改編自2013年沙田翠湖花園2.6億港元維修工程貪污案

#### 第二集 獄中人
導演：麥浩邦   編劇：凌偉駿
首播時間：2024年10月22日周二 晚上21:30-22:30
改編自2021年任職懲教署塘福懲教所的時任一級懲教助理楊敬倫及時任二級懲教助理李浩唯勾結囚犯劉燕俊及無業人士張銳明與林翰祺作出串謀公職人員行為失當案，以及2018年壁屋監獄一級懲教助理尹志亮於農曆新年向探監婦人索取燒鵝案

#### 第三集 沉默者
導演：麥浩邦   編劇：凌偉駿
首播時間：2024年10月23日周三 晚上21:30-22:30
改編自2016年正利控股有限公司造市案

#### 第四集 一念間
導演：吳品儒   編劇：林曉嵐
首播時間：2024年10月24日周四 晚上21:30-22:30
改編自2016至2020年梁式芝書院教師蔣怡興行賄，盜竊及偽造文書等案

#### 第五集 偽謊者
導演：吳品儒   編劇：林曉嵐
首播時間：2024年10月25日周五 晚上21:30-22:30
改編自2014至2017年安盛金融有限公司前分行經理陳嘉和及前保險代理曾梓朗和林子謙串謀詐騙案， 以及中國内地女商人劉芳於2016年訛稱投保人過身偽造死亡證騙取500萬人壽保險案

## 外部連結
- 官方网站
- 《廉政行動2024》myTV SUPER線上看 （页面存档备份，存于）
- 豆瓣电影上《廉政行動2024》的資料 （简体中文）
- 《廉政行動2024》 - TVBAnywhere 北美官方網站 （页面存档备份，存于）